# Kimokouwa
Kimokouwa ist ein Verwaltungsbezirk (Ward) des Distrikts Longido in der tansanischen Region Arusha.

## Geografie
Kimokouwa liegt im Norden von Tansania, etwa 80 Kilometer nördlich von Arusha an der Grenze zu Kenia. Das Gebiet liegt auf einer Hochfläche in etwa 1300 Meter Seehöhe und steigt im Norden Richtung Ol Doinyo Orok in Kenia und im Süden Richtung Longido an.
Der Bezirk grenzt im Norden an Kenia und umschließt den Stadt-Bezirk Namanga, grenzt im Osten an Sinya, im Süden an Orbomba und im Westen an Mundarara und Engarenaibor.
Kimokouwa hat eine Fläche von 395 Quadratkilometern. Bei der Volkszählung 2022 lebten hier 14.435 Menschen in 3548 Haushalten.

## Gliederung
Der Bezirk besteht aus zwei Gemeinden (Mtaa) mit sieben Orten (Kitongoji):
| Kimokouwa - Iltilal - Endepesi - Loloiboni | Eworendeke - Sikarda - Matiani - Lesoit - Eworendeke |

## Wirtschaft und Infrastruktur
- Gesundheit: In der Gemeinde Eworendeke liegt ein staatliches Gesundheitszentrum, das Patienten ambulant und stationär behandelt und auch Operationen durchführt.[8] Die staatliche Apotheke in Kimokouwa bietet auch Impfungen an.[9]
- Straße: Durch den Bezirk verläuft die asphaltierte Nationalstraße T2, die von Arusha im Süden über Longido nach Norden zum Grenzübergang Namanga führt.[10]